# Lago Püha
El lago Püha (en estonio Pühajärv) es un lago del sur de Estonia en el condado de Valga.
En español Pühajärv se puede traducir como lago sagrado, su nombre proviene de una leyenda que cuenta que en la orilla norte del lago creció un roble sagrado alrededor del cual los estonios celebraban el solsticio de verano.
El lago Püha se encuentra a tres kilómetros al suroeste de Otepää. Tiene 3.5 kilómetros de largo y llega hasta los 1.6 kilómetros de ancho. Su área total es de 285.9 hectáreas. Su profundidad máxima se sitúa a 8.5 m, siendo su profundidad media de 4.5 metros. Está a 115 m sobre el nivel del mar.
La orilla del lago Püha está compuesta por arena y graba. En su interior se ubican varias islas, las más grandes son Sõsarsaar, Kloostrisaar, Suur Lepasaar y Väike Lepasaar. El agua del lago se renueva continuamente gracias a sus cuatro aportes principales. Su color es amarillo verdoso y no permite ver más allá de 1 o 1,7 metros de profundidad.
La diversidad de flora (34 especies) y de fauna es importante, entre los que destacan la brema, la tenca, el gardí, el lucio europeo, el rutilo, la perca, el zander, el lota, el carpín, la anguila y la acerina.
El lago Püha es un destino turístico muy popular, alrededor del lago hay un recorrido de 13 kilómetros a lo largo del cual se muestra una exposición didáctica de la naturaleza del lugar. Además posee una playa y la posibilidad de practicar diversos deportes, entre los que están, la pesca y la natación.
El día de San Juan (Jaanipäev), se celebra cada año en las orillas del lago que se llenan de hogueras.
El dalái lama visitó el lugar en 1991, y para conmemorar este hecho en la orilla oriental del lago se erigió un monumento de madera.

## Mitilogía
Según la leyenda el Pühajärv se formó a partir de las lágrimas que derramaron las madres que perdieron a sus hijos en una de las batallas que relata el Kalevipoeg, la epopeya nacional estonia. Y los islotes que se encuentran en el lago serían sus túmulos funerarios.
Pühajärv es el nombre de una opera inacabada de Eduard Tubin del año 1941 según un libreto de Juhan Sütiste. Además el lago Püha constituye un motivo recurrente en pintores estonios, como Konrad Mägi entre otros.